# Каменка (Багратионовский район)
Каменка — посёлок в Багратионовском районе Калининградской области. До 2017 года входил в состав Долгоруковского сельского поселения.

## География
Посёлок Каменка расположен в юго-западной части Калининградской области, в 14 км к северо-западу от районного центра, города Багратионовска, примерно в 23 км по прямой к югу от южной границы застройки областного центра, города Калининграда.

## История
Населённый пункт относится к исторической области древней Пруссии именем Вармия.
В прошлом поселение состояло из двух отдельных населённых пунктов именами Гросс Крюккен и Кляйн Крюккен.
В 1928 году населенные пункты были объединены в единую общину Крюккен.
По итогам Второй Мировой войны передан в состав СССР вкупе со всей северной частью Восточной Пруссии. В 1946 году Крюккен был переименован в поселок Каменку.

## Население
В 1910 году в Гросс Крюккене проживало 106 человек, в Кляйн Крюккене — 33 человека. 
| 2002 | 2010 |
| ---- | ---- |
| 16   | ↘9   |